# Прва влада Николе Пашића
Прва влада Николе Пашића је била влада Краљевине Србије од 11. фебруара 1891. до 21. марта 1892. (по старом календару).

## Чланови владе
| Функција                          | Слика               | Име и презиме        | Детаљи                      |
| --------------------------------- | ------------------- | -------------------- | --------------------------- |
| Председник министарског савета    |                     | Никола Пашић         |                             |
| Министар иностраних дела          |                     | Михаило Кр. Ђорђевић |                             |
| Министар унутрашњих дела          |                     | Јован Ђаја           |                             |
| Министар правде                   |                     | Глига Гершић         |                             |
| Министар финансија                |                     | Михаило Вујић        | до 22.10/3.11.1891.         |
| Министар финансија                |                     | Никола Пашић         | заступник                   |
| Министар просвете и црквених дела |                     | Андра Николић        |                             |
| Министар војни                    |                     | Радован Милетић      | до 6/18.5. 1891.            |
| Министар војни                    |                     | Младен Јанковић      | заступник, до 7/19.5. 1891. |
| Министар војни                    | Јован Прапорчетовић |                      |                             |
| Министар грађевина                |                     | Пера Велимировић     |                             |
| Министар народне привреде         |                     | Коста Таушановић     | до 22.10/3.11. 1891.        |
| Министар народне привреде         |                     | Пера Велимировић     | заступник                   |